# Bruno Romano
Bruno Romano (Enna, 19 marzo 1942) è un giurista e filosofo italiano.

## Biografia
Romano ha insegnato nelle Università di Macerata e di Firenze; dal 1981 è professore ordinario di Filosofia del diritto nell'Università La Sapienza di Roma e direttore dell'Istituto di filosofia del diritto stesso; è autore di oltre 30 volumi monografici.
Nel 1997 venne indagato per favoreggiamento nell'omicidio di Marta Russo, di cui vennero accusati due suoi assistenti, Giovanni Scattone e Salvatore Ferraro; arrestato e posto agli arresti domiciliari, venne successivamente liberato e poi assolto.

## Selezione di opere
- Filosofia del diritto, con Gaetano Carcaterra e Francesco De Sanctis, 1993, Bulzoni
- Fondamentalismo funzionale e nichilismo giuridico. Postumanesimo - «noia» - globalizzazione. Lezioni 2003-2004, 2004, Giappichelli
- Filosofia del diritto, 2005, Laterza
- Diritti dell'uomo e diritti fondamentali. Vie alternative. Buber e Sartre, 2009, Giappichelli
- Il dovere nel diritto. Giustizia uguaglianza interpretazione, 2014, Giappichelli
- Dalla metropoli verso internet. Persona - Libertà - Diritto, 2017, Giappichelli